# Hector (Minnesota)
Pour les articles homonymes, voir Hector (homonymie).
Hector est une ville américaine située dans le Comté de Renville, dans le Minnesota. Selon le recensement de 2010, sa population est de 1 151 habitants.